# Волынь (Рыбновский район)
Волынь — деревня в Рыбновском районе Рязанской области России, входит в состав Истобниковского сельского поселения.

## История
Возможно, название села дано по ручью Волынка, протекающему около села, а возможно — по фамилии местного землевладельца Волынского.
Впервые упоминается в 1594 году в составе Окологороднего стана Рязанского уезда. В 1667 году окольничим князем Федором Федоровичем Волконским в селе была построена Преображенская церковь с приделом Никольским. По окладным книгам 1676 года в приходе к этой церкви состояло 4 двора боярских, 60 дворов крестьянских и 10 дворов бобыльских. В 1854 году церковь была значительно расширена. 
В XIX — начале XX века село являлось центром Волынской волости Рязанского уезда Рязанской губернии. В 1905 году в селе было 132 двора.
С 1929 года село входило в состав Марковского сельсовета Рыбновского района Рязанского округа Московской области, с 1937 года — в составе Рязанской области, с 2005 года —  в составе Марковского сельского поселения, с 2015 года — в составе Истобниковского сельского поселения.

## Население
| 1859 | 1897 | 1906 | 2010 |
| ---- | ---- | ---- | ---- |
| 445  | ↗547 | ↗824 | ↘34  |

## Достопримечательности
Организован музей-усадьба Волынь

## Известные жители
Родился А. Д. Александров (1912) — в будущем известный советский математик, академик АН СССР.
Родилась Л. И. Николаева (1960) -- российская певица, народная артистка России, художественный руководитель ансамбля «Русская Душа».